# Sint Elisabeth Gesticht

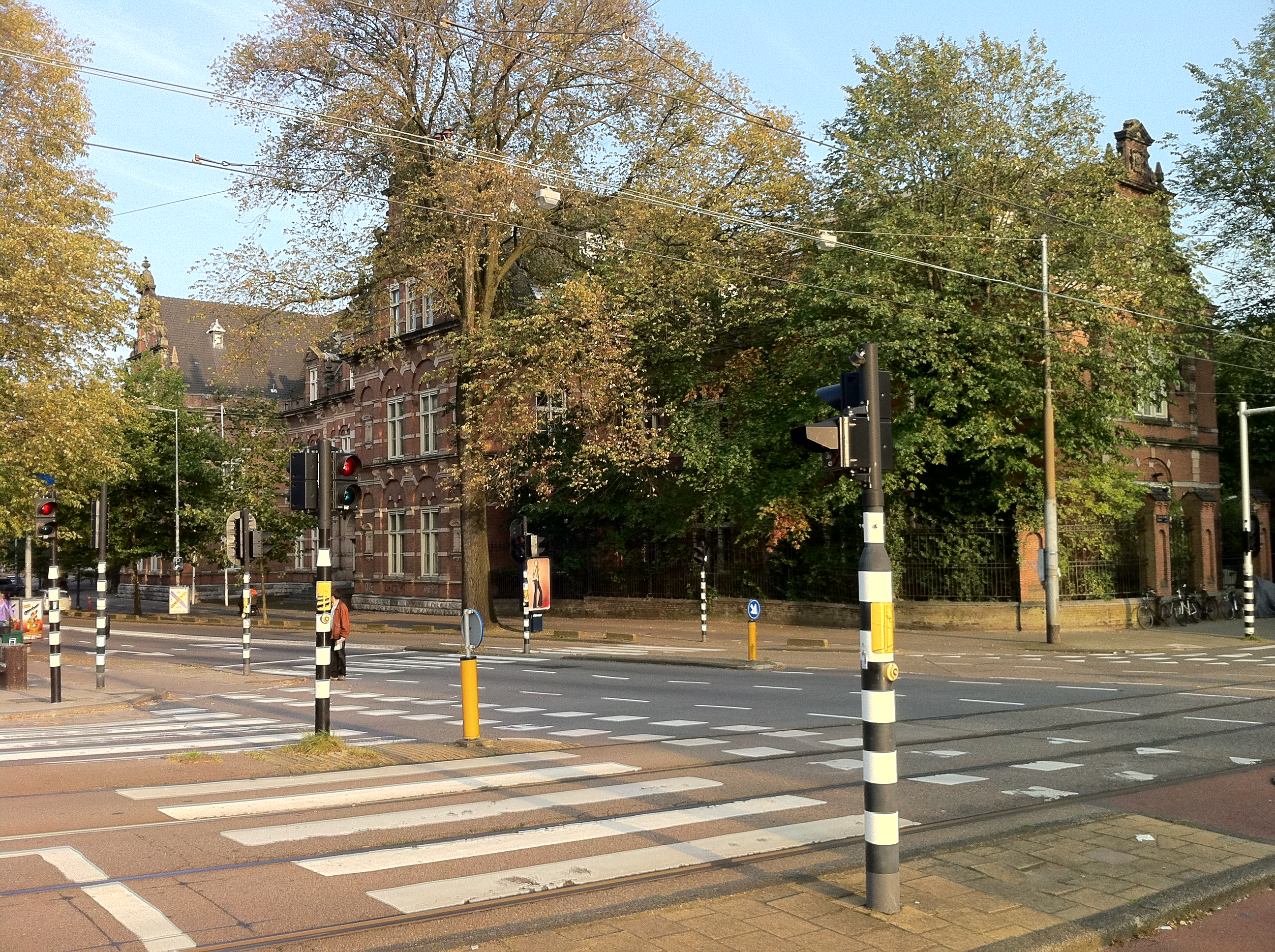
Het Sint Elisabeth Gesticht aan de Mauritskade.

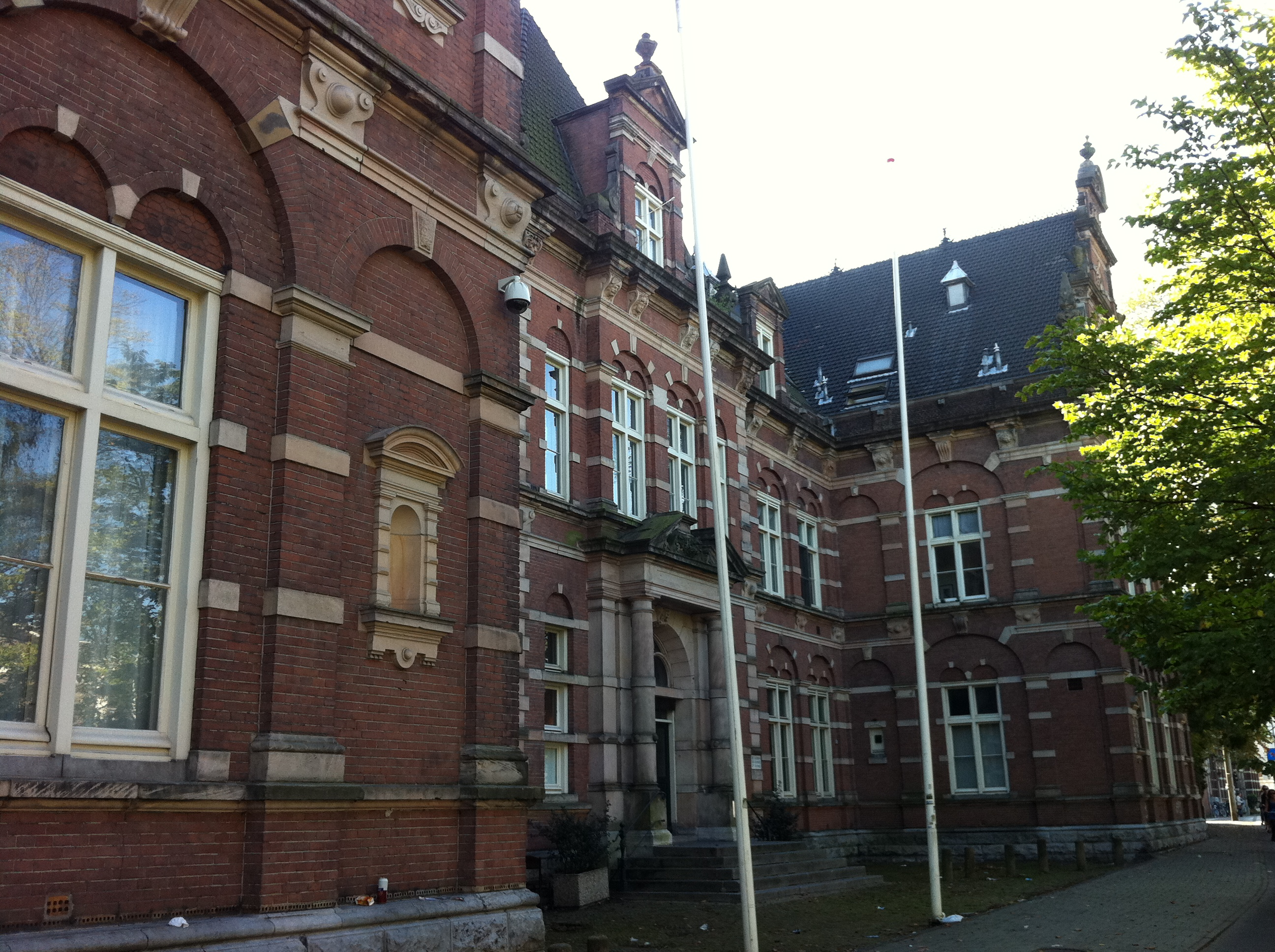
Sinds 1960 Huize Elisabeth.

Het Sint Elisabeth Gesticht is de naam van een rijksmonument aan de Mauritskade 25-27 en 's-Gravesandestraat 1-37 in Amsterdam-Oost.
Het pand werd in juli 1886 door bouwmeester Adrianus Bleijs ontworpen. De opzet was om in het Sint Elisabeth Gesticht invalide en ongeneeslijk zieke oud-wezen van het Rooms Catholijk Maagdenhuis en andere ongeneeslijk zieke vrouwen op te nemen. Het was een verpleeghuis. In 1876 werd het besluit genomen voor het oprichten van een nieuw tehuis voor hen. Op 22 september 1889 werd het gesticht officieel geopend. Regenten van het R.C. Maagdenhuis beheerden en bestuurden de stichting. De Zusters van Liefde uit Tilburg, die ook in het Maagdenhuis werkten, namen de zorg op zich. In 1898 werd het Sint Elisabeth Gesticht een afzonderlijke stichting met eigen kapitaal, zelfstandig beheer en een eigen doelstelling.

## Naam
Het Sint Elisabeth Gesticht was een 'gesticht'. Omdat het woord gesticht een negatieve associatie kreeg, werd de naam in 1960 veranderd in 'Huize Elisabeth'.

## Eigendom en gebruik
Het pand werd gebruikt door verschillende klassen. De bewoonsters van de eerste en tweede klasse sliepen op kamers en hadden veel vrijheid. Zij betaalden om in het gesticht te kunnen wonen. De bewoonsters van de derde klasse betaalden niet. Zij sliepen op zaal en werden overdag beziggehouden met diverse huishoudelijke klusjes.
In 1901 werd een van de zalen ingericht als ziekenzaal voor meisjes van het 'Maagdenhuis'. Ook werden moeilijk opvoedbare meisjes hier ondergebracht.
Tijdens de Eerste Wereldoorlog bevonden zich op de zolder een aantal Belgische vluchtelingen. Tijdens de Tweede Wereldoorlog werd de verloskundige-afdeling van het nabijgelegen Onze Lieve Vrouwe Gasthuis ondergebracht in het gesticht, nadat de Duitse bezetter hun ruimte in beslag had genomen. In 1944 viel ook het gesticht dat lot ten deel.
In juli 1945 keerden de oorspronkelijke bewoners, die tijdelijk nabij het Leidseplein waren opgevangen, terug naar het Sint Elisabeth Gesticht. Om tegemoet te komen aan de noden van de tijd en de veranderde behoefte werd in 1946, met behoud van het doel van de stichting, in de statuten opgenomen, dat de stichting zich mede ten doel stelde het opnemen van bejaarden of gebrekkigen. In 1953 werd het 'Maagdenhuis' opgeheven.
In het noodgebouw in de tuin werden in 1960 lekenverpleegkundigen ondergebracht. Zij waren aangetrokken omdat het aantal leden van de zustercongregatie drastisch was teruggelopen.
Het huis had in de jaren vijftig grote financiële problemen. De inkomsten uit de bijdragen van de betalende bewoners waren erg laag. De prijzen waren sinds 1920 niet meer aangepast. Er kwam een administrateur die belangrijke veranderingen doorvoerde in de organisatie van de zorg. Evert Soethout zou een belangrijke rol gaan spelen in de ontwikkeling van de bejaardenzorg. In 1969 pachtte de Stichting Verpleeghuizen Amsterdam het pand per jaar, zij knapte het complex op. De belangrijkste verandering in het gebouw was dat de kapel tot recreatiezaal werd verbouwd.
In 1982 vertrokken de bewoners van het verpleeghuis. Omdat de kans heel groot was dat het pand gekraakt zou worden, nodigde de gemeente Amsterdam zelf veertig kraakwachten 
uit die hun intrek namen in een vleugel van het tehuis. Ook kwam de 'sleep-in' van de Rozengracht naar het tehuis. Hier verbleven de vroegere Damslapers en jonge toeristen voor weinig geld. Halverwege de jaren tachtig achtte de gemeente het niet langer wenselijk de sleep-in te subsidiëren.
Er werd een beleidsplan opgesteld dat naast overnachtingsplaatsen voorzag in een café-restaurant, een zaal met podium en een oefenfunctie voor jonge bands dat nu bekend is als 'Hotel Arena'
De oorspronkelijke pensionkamers die gebruikt werden door de eerste en tweede klasse zijn nu in het bezit van woningcorporatie Ymere en zijn in gebruik als hateenheden.